# لنی یورو
لنی یورو (انگلیسی: Leny Yoro؛ زادهٔ ۱۳ نوامبر ۲۰۰۵) بازیکن فوتبال اهل فرانسه است.وی در پست دفاع وسط برای باشگاه منچستر یونایتد بازی می کند.
یورو که پرورش یافته آکادمی لیل بود، در کودکی به باشگاه پیوست و سپس با اولین بازی حرفه ای خود در لیگ ۱ در می ۲۰۲۲، در سن ۱۶ سال و شش ماه و یک روز، به یکی از جوان ترین بازیکنان تیم اصلی تبدیل شد. پس از اولین فصل بزرگسالان که در آن عمدتاً به عنوان بازیکن تعویضی استفاده می شد، او در دومین فصل کامل خود به عنوان یکی از پایه های لیل در نوجوانی تبدیل شد و اولین بازی اروپایی خود را در آگوست ۲۰۲۳ انجام داد. در سال ۲۰۲۴، او با مبلغی بالغ بر ۶۲ میلیون یورو (۵۲.۲ میلیون پوند) با منچستریونایتد قرارداد امضا کرد، که او را تبدیل به گران ترین خرید ۱۸ ساله یا جوانتر در تاریخ کرد.

## اوایل زندگی
لنی ژان-لوک یورودر ۱۳ نوامبر ۲۰۰۵ در سنت موریس، فرانسه به دنیا آمد و اولین سالهای خود را در آلفورویل گذراند. او پسر آلن یورو، یک فوتبالیست سابق ساحل عاجی است که برای تیم ذخیره لیل بازی می کرد. در سن پنج سالگی فوتبال را در آلفورویل شروع کرد و یک فصل در آنجا ماند و با خانواده اش به شهر لیل نقل مکان کرد. او سپس یادگیری فوتبال خود را در وینو دسک، جایی که بزرگ شد، دنبال کرد و سرانجام در سال ۲۰۱۷ به تیم جوانان لیل پیوست.

## دوران باشگاهی

### لیل

#### ۲۰۲۲-۲۳: آغاز به عنوان بازیکن حرفه ای
یورو در سال ۲۰۲۲ با تیم ذخیره لیل شروع به کار کرد و به سرعت اولین قرارداد حرفه ای خود را با این باشگاه در ۱۰ ژانویه ۲۰۲۲ امضا کرد. او اولین بازی حرفه ای خود را با لیل در پیروزی ۳-۱ مقابل نیس در ۱۴ مه ۲۰۲۲ در بازی یکی مانده به آخر فصل انجام داد. یورو با ۱۶ سال و شش ماه و یک روز سن، دومین بازیکن جوان تاریخ لیل، پس از جوئل دپراتر-هنری است. در اوایل آگوست، او قرارداد خود را با باشگاه خود تا ژوئن ۲۰۲۵ تمدید کرد.
فصل بعد، او عضو دائمی تیم بزرگسالان شد و در فهرست بازیکنان فصل ۲۳-۲۰۲۲ لیگ ۱ قرار گرفت. در ۱۷ سپتامبر، او اولین بازی حرفه ای خود را به عنوان بازیکن فیکس در برد خانگی۲-۱ مقابل تولوز انجام داد. پائولو فونسکا، سرمربی وقت او، اظهار داشت: "لنی با توجه به روشی که با تیم کار کرد، شایسته این شروع بود. او شایسته یک فرصت بود. او بازی خوبی داشت. در سن ۱۶ سالگی، عملکرد خوب و با شخصیت زیادی ارائه داد." او در ۸ بازی از ابتدا به میدان رفت و در مجموع ۷۵۰ دقیقه بازی کرد.

#### ۲۴-۲۰۲۳: پیشرفت و اولین بازی های اروپایی
یورو در دومین فصل کامل خود به عنوان حرفه ای، به عنوان یک مدافع میانی تبدیل به یکی از ارکان کلیدی تیم تبدیل شد و در ۳۲ بازی از ۳۴ بازی لیگ 1 بازی کرد.  در ۲۴ آگوست ۲۰۲۳، یورو اولین گل خود را برای این باشگاه در پیروزی ۲-۱ مقابل رییکا، در اولین بازی دور پلی آف لیگ کنفرانس ۲۴-۲۰۲۳ به ثمر رساند. یک ماه بعد، او اولین گل خود در لیگ ۱ برای لیل را با یک ضربه والی در تساوی ۲-۲ خارج از خانه مقابل رن به ثمر رساند. او در ۱۲ نوامبر ۲۰۲۳ در تساوی ۱-۱ مقابل تولوز اولین گل خود را در استادیوم پیر مائوروی با ضربه سر به ثمر رساند. در آوریل ۲۰۲۴، او در هر دقیقه از بازی های مرحله یک چهارم نهایی لیگ اروپا کنفرانس اروپا مقابل استون ویلا بازی کرد که در آن لیل تقریباً به نیمه نهایی رسید اما در ضربات پنالتی شکست خورد.
با توجه به آمار منتشر شده در اکتبر ۲۰۲۳، لنی یورو دومین مدافع اروپا بود که بیشترین پیروزی را در نبردهای تن به تن با ۸۹ درصد پیروزی کسب کرده است. یورو همچنین بهترین بازیکن زیر ۲۳ سال در دوئل های زمینی بود.از مارس ۲۰۲۴، یورو با مجموع ۱۵۳۷ پاسو میزان صحیح بودن ۹۲.۳٪ یکی از بهترین بازیکنان لیگ 1 در این زمینه بود.در پایان فصل، یورو نامزد بهترین بازیکن جوان سال ۲۴-۲۰۲۳ لیگ ۱ شد و در تیم منتخب فصل قرار گرفت.

### منچستریونایتد
در ۱۸ ژوئیه ۲۰۲۴، یورو به طور رسمی با باشگاه منچستریونایتد قراردادی پنج ساله که تا سال ۲۰۲۹ ادامه دارد با گزینه یک سال دیگر امضا کرد. به گفته خبرنگاران مختلف، جزئیات مالی این انتقال شامل هزینه اولیه ۶۲ میلیون یورو (۵۲.۲ میلیون پوند) و پاداش ۸ میلیون یورویی (۶.۷ میلیون پوند) بسته به عملکرد است. این انتقال او را به گران‌ترین بازیکن ۱۸ ساله یا جوانتر و یکی از گران‌ترین مدافعان میانی تاریخ تبدیل کرد.قرارداد او شامل دستمزد سالانه حدود ۵.۹ میلیون پوند ناخالص به اضافه ۱.۷ میلیون پوند به عنوان پرداخت پاداش احتمالی در هر فصل است. به او تیم شماره 15 داده شد(همان تیمی که در لیل داشت)که قبلا توسط اسطوره باشگاه نمانیا ویدیچ پوشیده شده بود.  دو هفته پس از امضای قراداد، پایش در جریان یک بازی دوستانه پیش فصل مقابل آرسنال شکست. در ۴ دسامبر، او اولین بازی خود را در شکست 2۲-۰ مقابل همان حریف در ورزشگاه امارات در لیگ برتر ۲۵-۲۰۲۴ انجام داد.

## عملکرد بین المللی
در آگوست ۲۰۲۱، او با حضور در تیم زیر ۱۷ سال فرانسه، در سن ۱۵ سال و ۹ ماه و ۸ روز، فعالیت بین المللی خود را آغاز کرد. سال بعد، او به تیم زیر ۱۸ سال فرانسه دعوت شد و اولین بازی خود را در برابر استونی در ۲۱ سپتامبر ۲۰۲۲ انجام داد و در مجموع پنج بازی در این رده انجام داد. یورو سپس برای رده زیر ۱۹ سال در لیست فرانسه برای مسابقات مقدماتی جام ملت‌های اروپا در سال ۲۰۲۳ قرار گرفت. او اولین بازی خود را در برابر نروژ در ۲۵ مارس انجام داد. در همان سال، او به سرعت پیشرفت کرد و توسط سرمربی تیری آنری به تیم زیر ۲۱ سال فرانسه دعوت شد. او اولین بازی خود را در ۷ سپتامبر در یک برد خانگی ۴-۱ در برابر دانمارک در ۱۷ سال و ۹ ماه و ۲۵ روز به دست آورد. او سپس سه بازی در مسابقات مقدماتی جام ملت‌های اروپا ۲۰۲۵ انجام داد.
در ۲۲ مارس ۲۰۲۴، یورو اولین بازی خود را در رده زیر ۲۳ سال در یک بازی دوستانه مقابل ساحل عاج در پی بازی های المپیک تابستانی ۲۰۲۴ در فرانسه انجام داد و در کنار هم تیمی های آن زمان خود در لیل، لوکاس شوالیه و بافوده دیاکیته بازی کرد. ماه بعد، او برای مسابقات فوتبال المپیک در یک لیست اولیه فراخوانده شد، اما در نهایت توسط لیل به دلیل برگزاری مسابقات مرحله مقدماتی لیگ قهرمانان اروپا ۲۵-۲۰۲۴ و دور پلی آف که در ماه اوت قبل از شروع فصل لیگ 1 برگزار شد،از لیست کنار رفت.

## افتخارات

#### فردی
- تیم منتخب فصل لیگ ۱: ۲۴-۲۰۲۳[۱۷]